# Talk Magazine
Talk var en amerikansk tidskrift som fanns mellan 1999 och 2002. Den lanserades under Tina Brown som är före detta redaktör för tidningar som The New Yorker, Vanity Fair och the Tattler. Tidskriften blev uppmärksammad för sina kändisprofiler och intervjuer.